# 台湾文石

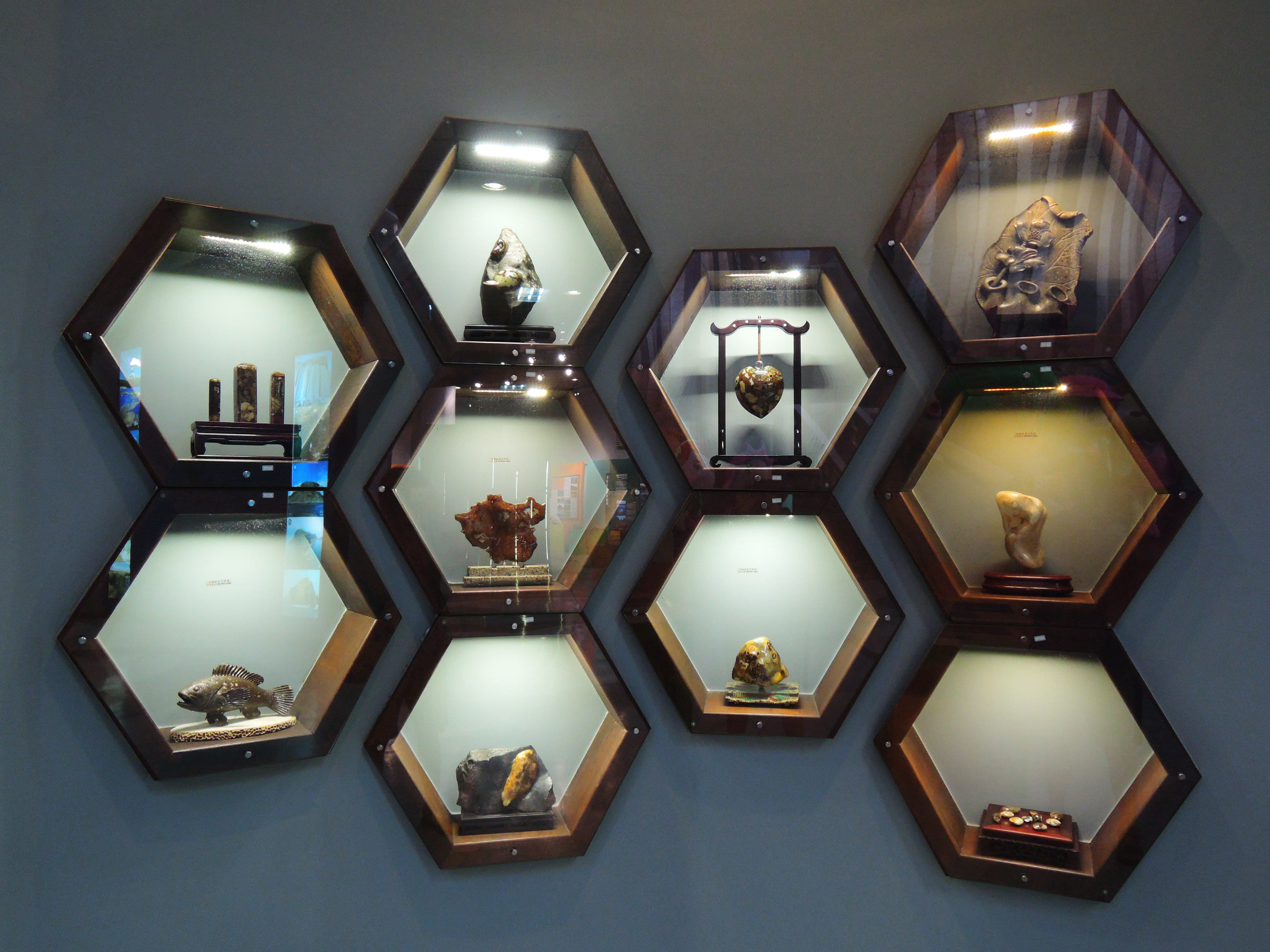
澎湖海洋地質公園中心陳列的文石加工製品。

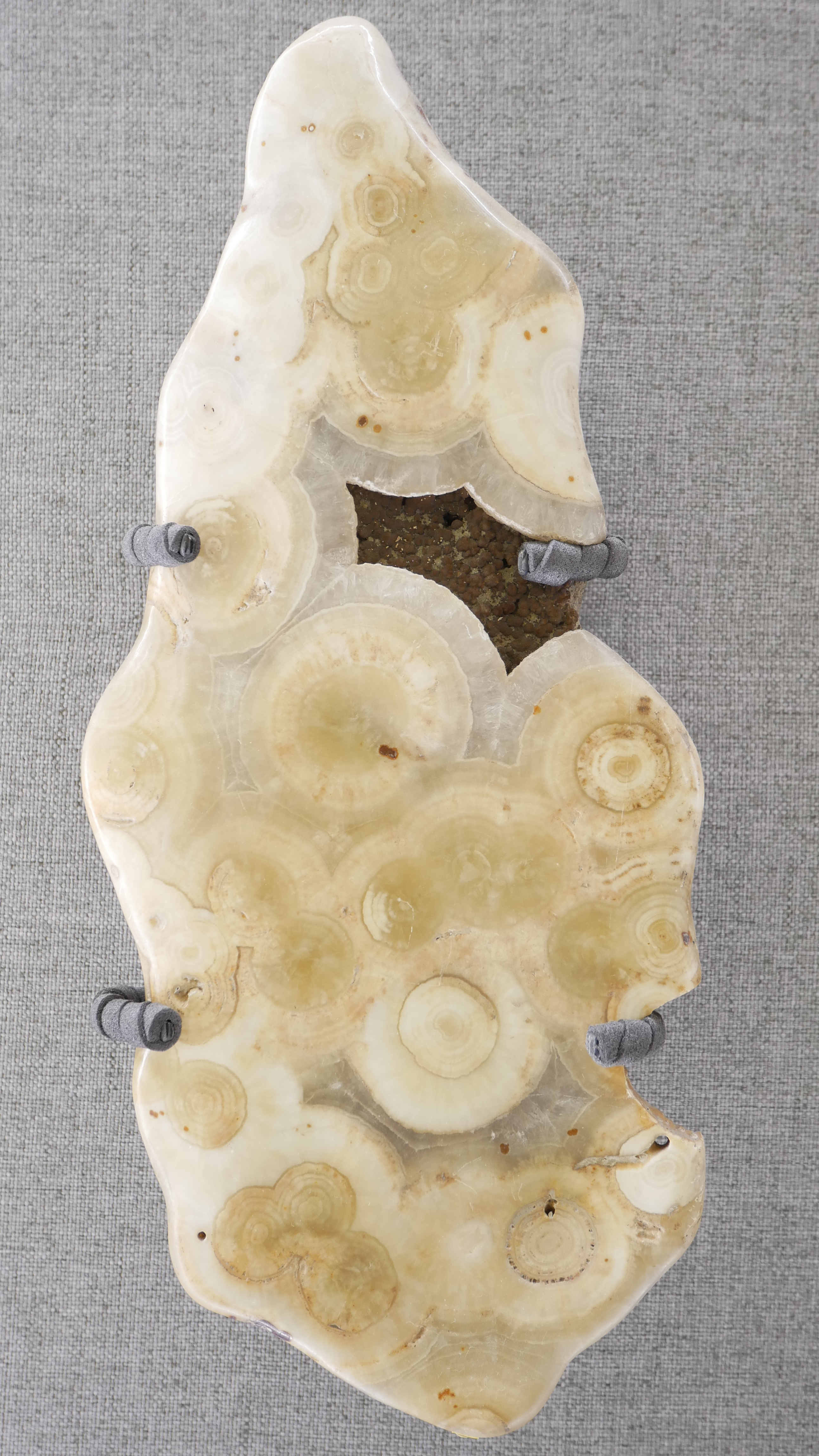
澎湖文石（國立臺灣博物館藏）

文石（英語：Wenstone、Wenshih），泛指多生產玄武岩孔縫之中具有紋理的石頭，主要成分為各種次生礦物，台灣石藝產業常見的坊間俗名，但並非嚴格定義的礦物學和寶石學名詞。

## 歷史考據
「文石」這個名稱的出現，最早可追溯至漢代《西京雜記》：「駐成子少時，好學，嘗有人過門授一文石，大如燕卵。吞之遂明悟，而更聰敏，為天下通儒。」；在《漢書》地理志：「碭，山出文石」，位於中國安徽省北端的碭縣因出產很多有紋理的石頭，所以就以「碭」作為縣名；明代李時珍的《本草綱目》記載：「馬腦，一名瑪瑙，一名文石」。由這些古籍可知「文石」指的是有紋理的石頭。

## 成因

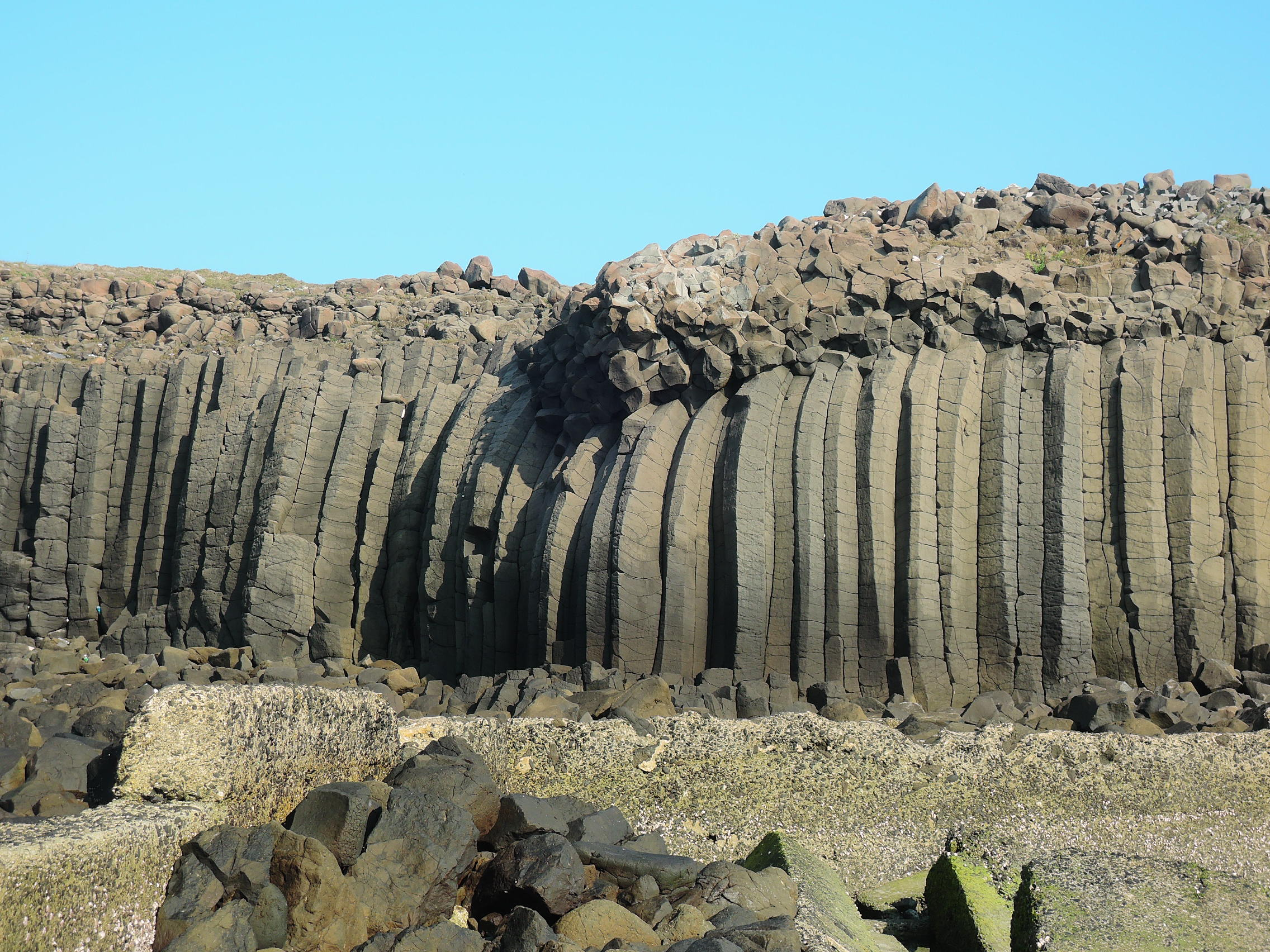
澎湖西嶼鄉池西村（小池角）柱狀玄武岩景觀。

文石大部分發現於多孔質的玄武岩中。玄武岩中常有氣孔分布，這些「多孔狀」（英語：Vesicular）構造是原存於岩漿中的氣體，隨著岩漿由地下深處噴出至地表形成熔岩流時，有部分氣體逸散至空氣中，有部分則被保留在熔岩中。當岩漿冷卻凝固後就形成富含氣孔的玄武岩，氣孔有時為圓形，但常因熔岩有流動性，氣孔常被拉長呈橢圓狀或不規則狀，尺寸從數釐米至到數公尺都可能。除了玄武岩中常見的氣孔外，節理或斷層破裂面的存在，都提供了類似晶洞的環境，當多孔質的玄武岩被海水覆蓋或因地下水滲入，水中本身的礦物質，加上玄武岩與海水或地下水反應後溶出之成分，讓文石礦物可以在此空間中生長。

## 成分
台灣文石為商業名稱，過去並無嚴格定義，多被歸類於霰石，但因霰石為單一礦物，台灣所產的文石卻是多種礦物的集合體，難以與霰石劃上等號。
台灣所產文石成分包括：霰石、方解石、菱錳礦、鐵白雲石、菱鎂礦、褐鐵礦、菱鐵礦、石英、綠泥石、玉髓等；由於組成多元，也反映在文石的顏色和岩理的變化上。

## 產地
目前所知，世界僅有台灣和義大利的西西里島出產文石，其中台灣文石的產地包含澎湖群島及台灣北部（新北市、桃園市及新竹縣竹東），澎湖群島出產的文石稱為「澎湖文石」；而產於台灣北部的文石，因為加工及販賣業者多在新北市三峽地區，常被稱為「三峽文石」。台灣出產的文石具備同心圓狀花紋，十分獨特。

### 澎湖文石

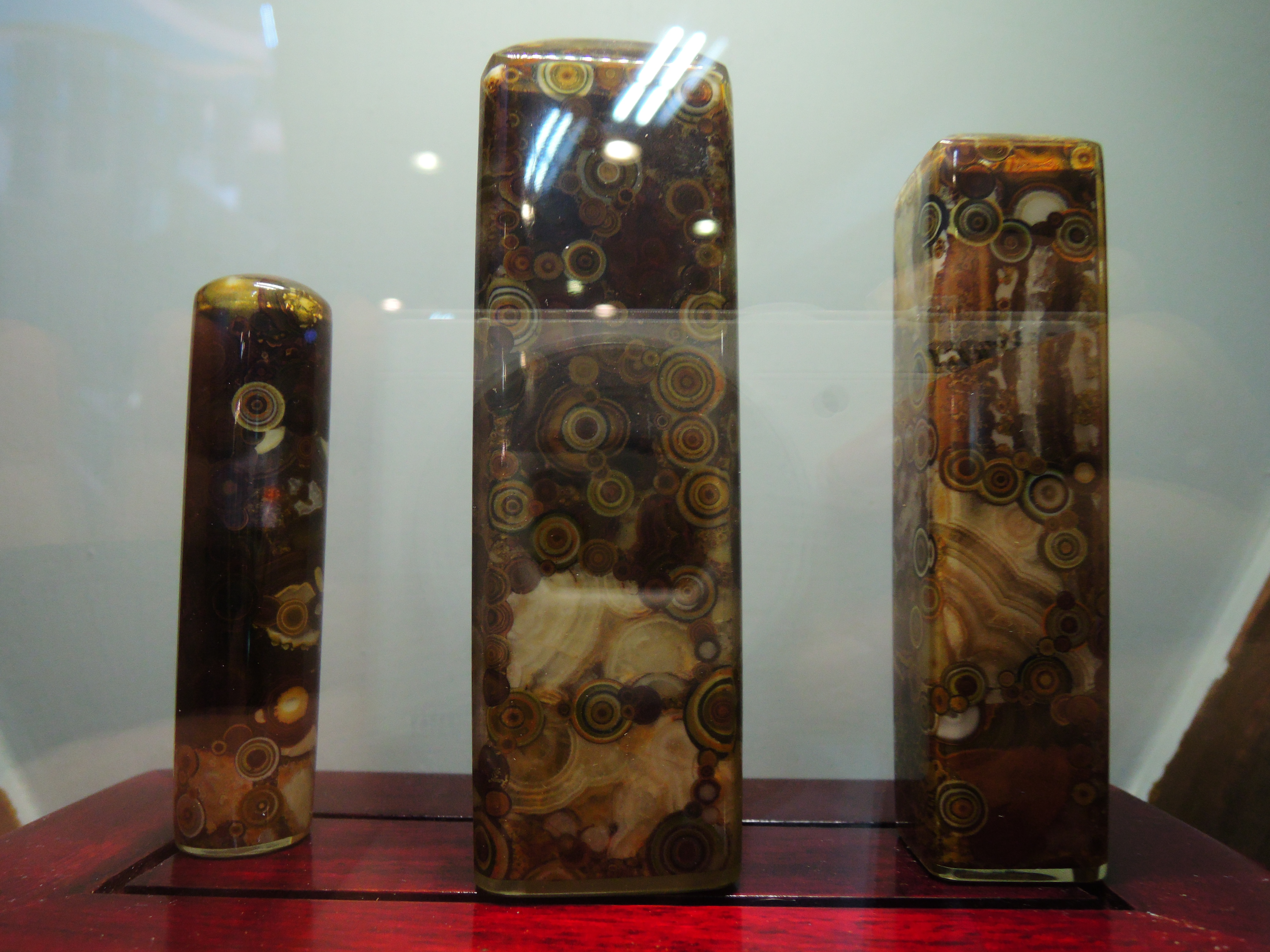
澎湖文石印章。

澎湖群島除了望安鄉的花嶼，全境幾乎由玄武岩地質組成，為台灣最主要的文石產地，其文石形成年代約在8.2至16.2百萬年前，開採歷史可追溯至20世紀初，日本人在望安島設廠加工，在1960年前後在全台灣廣受歡迎，吸引大量業者開始在澎湖各地尋找新的礦場。但近年因環境保護聲浪高漲，現已明令禁止大規模開採。
| 產區     | 馬公市 | 湖西鄉 | 白沙鄉      | 西嶼鄉         | 望安鄉          | 七美鄉 |
| -------- | ------ | ------ | ----------- | -------------- | --------------- | ------ |
| 一般礦場 | 嵵裡   |        | 通樑 吉貝嶼 | 小門嶼         | 東吉嶼          | 七美島 |
| 良質礦場 | 風櫃   |        | 後寮        | 合界 池西 外垵 | 望安島 將軍澳嶼 |        |

其中西嶼鄉池西村（小池角）曾有一座「文石窟」，鄰近坪邊的波蝕棚處，由人工開挖的石窟，但文石已挖取殆盡，僅餘零星的石英結晶。
澎湖因當地盛產文石，在台灣清領時期便享有名氣，乾隆32年（1767年）澎湖開辦書院，便以「文石」為書院名稱，即「文石書院」，今日澎湖孔廟的前身。

### 三峽文石
三峽文石形成年代約在91至103百萬年前；雖名為三峽文石，其實新北市三峽區的文石產量不豐，台灣本島大部分的產地多分布於桃園市大溪區、復興區，以及新竹縣竹東鎮附近，但因文石的加工廠和交易場所都集中在三峽，故稱三峽文石。